# Джміль-90
Джміль-90 —  бпла зі скелетованою металевою рамою, створений командою «Джміль-90» для коригування вогню, призначений для ураження цілей противника за допомогою боєприпасів. 

## Історія
У 2018 році розробники представили проєкт FlyingBike2018 на Міжнародній авіаційній виставці «Авіасвіт ХХІ», де він привернув увагу відвідувачів і зібрав багато схвальних відгуків.
Восени 2021 року під час війни Азербайджану з Вірменією БПЛА використали в бойових умовах, і вони виявилися дуже ефективними, хоча вже тоді були очевидними недоліки великих БПЛА літакової схеми.[джерело?]
Так з'явився «Джміль-90» — як логічне продовження проєкту FlyingBike2018. Вийшов величезний квадрокоптер зі скелетованою металевою рамою, двигуном Rotax-582 та стійками-полозами, як у гвинтокрилів. Для забезпечення розумного компромісу між керованістю, надійністю й ефективністю розробники обрали схему управління польотом із повітряними гвинтами змінного кроку (ГЗК), яка вже випробувана на практиці. Вони пояснили, що це необхідно задля усунення головної проблеми — інерції гвинтів.

## Основні технічні характеристики
розрахункова швидкість польоту — 90-100 км/год;
довжина — за корпусом — 2600 мм, за краями пропелерів — 3700 мм;
ширина — за корпусом — 2000 мм, за краями пропелерів — 3100 мм;
висота — 1300 мм;
маса без пального — 90 кг;
максимальна злітна вага — 200 кг;
місткість баків із паливом — 60 л.